# 亚历山大·罗曼科夫
亚历山大·阿纳托利耶维奇·罗曼科夫（俄语：Александр Анатольевич Романьков，羅馬化：Alyalsandr Anatolyevich Ramankow；1953年11月7日—），苏联男子击剑运动员。他曾5次获得世界击剑锦标赛男子花剑个人冠军。除此之外，他也在1988年夏季奥运会获得男子花剑团体金牌。